# Пема Карпо
Кункхьен Пема Карпо (тиб. པད་མ་དཀར་པོ།, Вайли padma dkar po) (1527—1592) — четвёртый Гьялванг Друкпа (Гьялва Друкпа), глава линии Друкпа Кагью в тибетском буддизме. Он был самым известным и учёным из всех Гьялванг Друкпа. При жизни он был известен как самый великий лама среди всех великих лам и был учителем многих лам и учеников со всего Тибета.
Пема Карпо является автором двадцати четырёх "рукописных томов" по философии, логике, литературе, истории и астрологии. Он также достаточно известен по своим работам о Махамудре. 
Пема Карпо основал монастырь Друк Сангнгаг Чолинг (англ. Druk Sangngag Choling) в Джар в южной части Тибета, утвердив его в качестве нового места линии Друкпа.
Этот всезнающий учитель был первым Гьялванг Друкпа, изготовившим знаменитые таблетки просвещения, известные как Джа-Цукма, используя эзотерические ингредиенты, предложенные дакини. Перед смертью Пема Карпо пообещал, что он вернётся в двух воплощениях, чтобы распространять духовное учение. В соответствии с этим пророчеством, два перерождения были подтверждены:
1. Шабдрунг Нгаванг Намгьял, который отправился в Бутан распространять традицию Друкпа Кагью, стал королём Бутана и объединил страну,
2. Пасанг Вангпо (Йонгзин-ринпоче) распространял традицию в Тибете.

В честь Пема Карпо (его имя переводится с тибетского  как «Белый лотос») названа "Драконовая школа Белого Лотоса" в городе Шей (Ладакх).
Современным воплощением Пема Карпо считался известный мастер дзогчен профессор Чогьял Намкхай Норбу Ринпоче (1938 - 2018) .

## Монастыри
Главные монастыри линии Друкпа:
- Монастырь Ралунг (англ. Ralung Monastery) в Центральном Тибете, к северу от Бутана
- Монастырь Друк Сангаг Чолинг
- Химис-Гомпа
- Ташичо-дзонг
- Пунакха-дзонг
- Монастырь Нам Друк